# Adelaide Oval
El Adelaide Oval es un estadio multipropósito ubicado en la ciudad de Adelaida, Australia. Es utilizado principalmente para la práctica del cricket y el fútbol de reglas australianas, y ocasionalmente para fútbol y rugby.

## Historia
El estadio ha sido la sede de la Asociación de Cricket de Australia del Sur (SACA) desde 1871 y de la South Australian National Football League (SANFL) desde 2014. Reconstrucciones entre 2008 y 2014, con un costo $ 575  000 000, aumentaron la capacidad de asientos del estadio de 34 000 a 53 583. Los clubes de fútbol australiano, Adelaide Crows y Port Adelaide regresaron al estadio, dejando el Football Park. En cuanto a cricket, allí juegan los Southern Redbacks del Sheffield Shield y la One Day Cup, así como los Adelaide Strikers de la Big Bash League.
El Óvalo de Adelaida ha sido sede de partidos internacionales de la selección de críquet de Australia desde 1884, destacándose 73 Tests y 81 ODI. Fue utilizado durante la Copa Mundial de Críquet de 1992 y de la Copa Mundial de Rugby de 2003 y recientemente de la Copa Mundial de Críquet de 2015.

## Conciertos
Muchos artistas han utilizado el estadio como sede para sus conciertos en Australia, entre ellos incluir: Fleetwood Mac (1977 y 2004), David Bowie (1978 y 1983), Beso (1980), Madonna y Paul McCartney (1993), Michael Jackson (1996), Billy Joel y Elton John (1998), P!nk (2002), Pearl Jam (2009), AC/DC y Wolfmother (2010), Rolling Stones (2014) y Adele (2017).

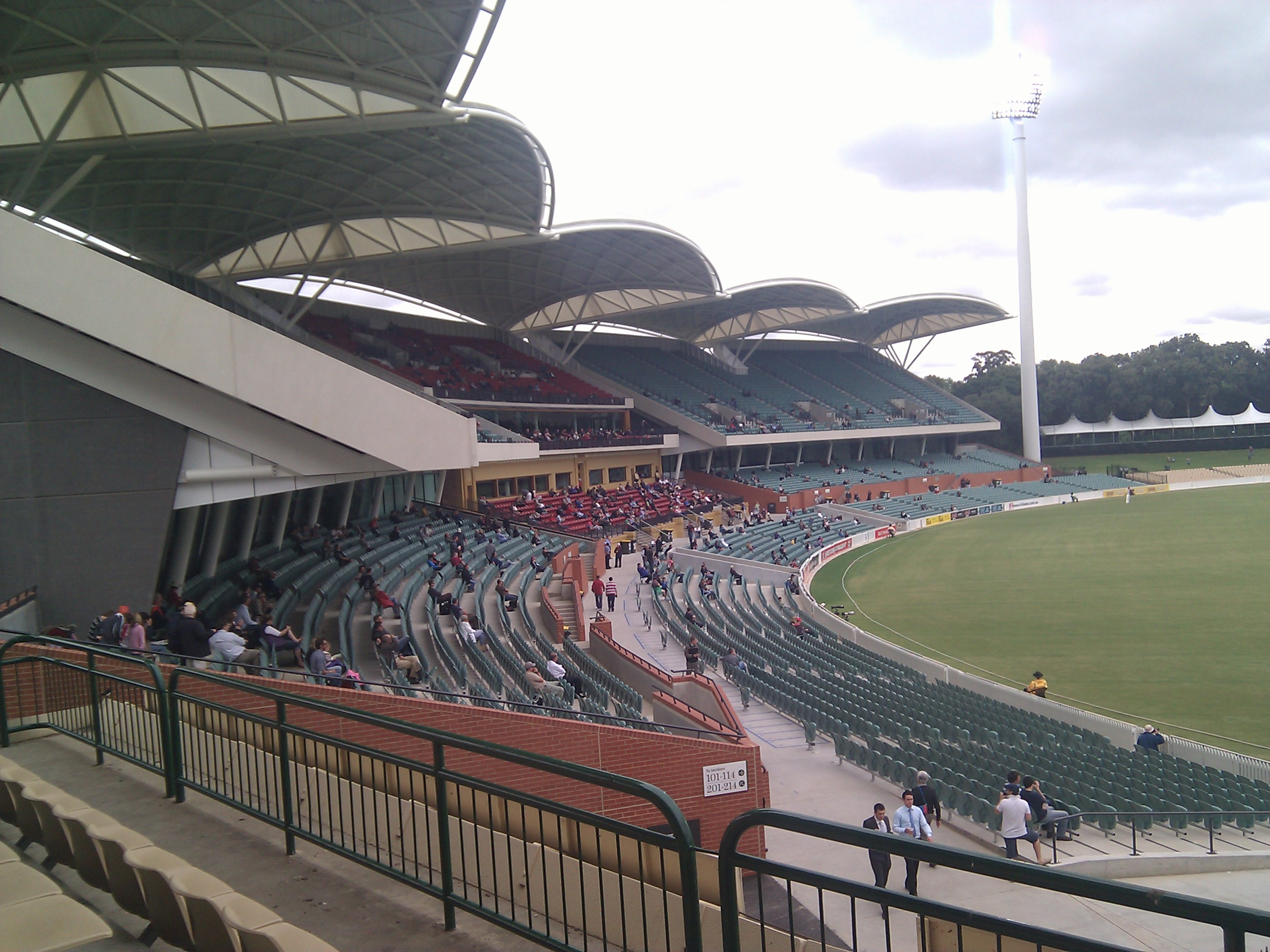
Tribunas
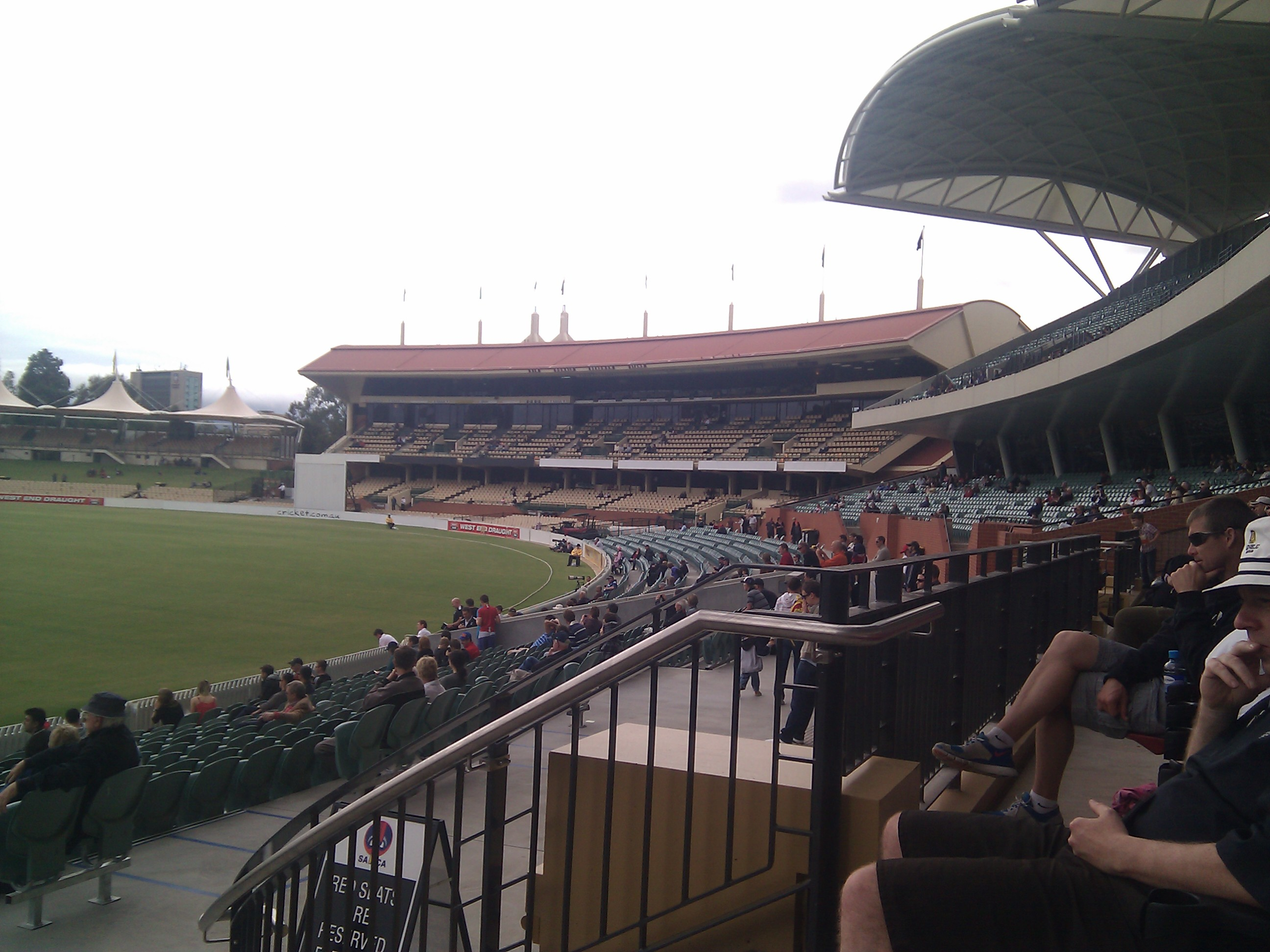
Tribunas
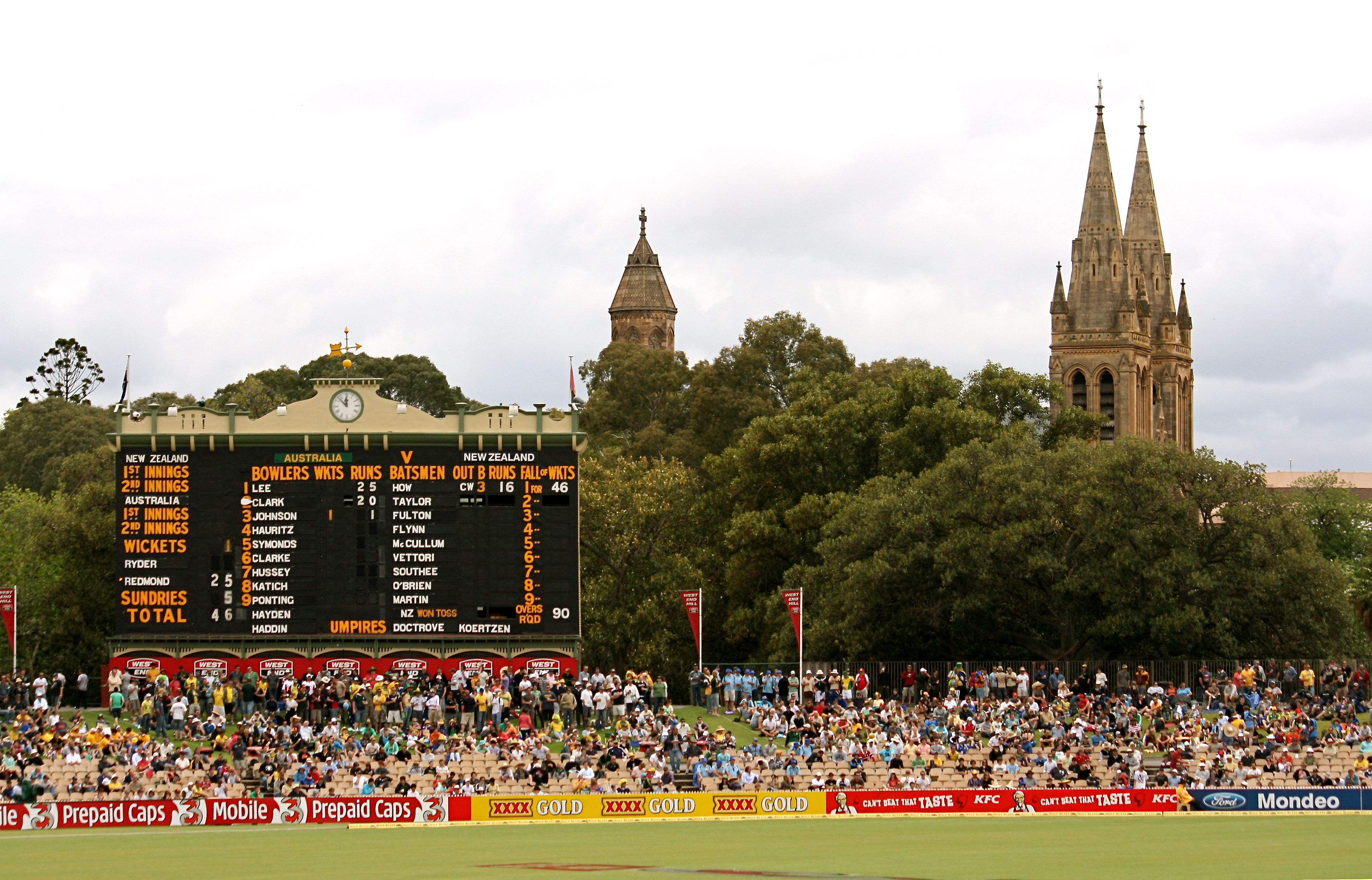
Al fondo la Catedral de San Pedro de Adelaida